# Władysław Górnikiewicz
Władysław Górnikiewicz (ur. 29 maja 1878 w Krakowie, zginął we wrześniu 1939) – nauczyciel, polski działacz narodowy na Śląsku Cieszyńskim, żołnierz Armii Hallera, organizator polskiej oświaty na Górnym Śląsku, państwowy inspektor oświaty w województwie wołyńskim.

## Życiorys
Początkowo pracował jako nauczyciel w Krakowie. Pod koniec XIX wieku z pobudek patriotycznych wyjechał na Śląsk Cieszyński. Przez kilka lat uczył w szkole w Mnichu. Następnie przeprowadził się do Dziedzic. Tu prowadził ożywioną działalność społeczną; został skarbnikiem kasy zapomogowo-pożyczkowej (wzorowanej na kasach Raifeissena), był organizatorem amatorskiego teatru, pisywał też do lokalnej prasy. Jego artykuły ukazywały się m.in. na łamach Gwiazdki Cieszyńskiej.
W 1917 powołany do armii austro-węgierskiej i wysłany na front włoski. Sierżant w bitwie nad Piawą, następnie we włoskim obozie jenieckim do 1918 roku. Po uwolnieniu wstąpił do Armii Hallera, a w 1919 roku uzyskał awans na stopień porucznika. Służył w Misji Wojskowej Francusko-Polskiej we Włoszech pod bezpośrednimi rozkazami kapitana Rogozińskiego. Z racji pełnionej funkcji wiele podróżował po Europie Zachodniej. Do Polski powrócił dopiero kilka lat po zakończeniu I wojny światowej.
Po inkorporacji części Górnego Śląska do Rzeczypospolitej Polskiej wziął udział tworzeniu tam zrębów polskiej oświaty. 30 września 1923 roku został kierownikiem szkoły podstawowej w Katowicach-Dębie (obecnie Szkoła Podstawowa nr 18 im. Karola Miarki).
W latach 30. XX wieku pracował jako państwowy inspektor oświaty w województwie wołyńskim. Po przejściu na emeryturę osiedlił się w okolicach Lidy i tam zakupił ziemię.
Po agresji sowieckiej na Polskę we wrześniu 1939 roku próbował przedostać się na zachód kraju. Zginął podczas bombardowania. Miejsce pochówku nieznane.

## Życie prywatne
Był żonaty z Amalią z domu Machalica. Mieli czterech synów: Zbigniewa, Tadeusza, Mieczysława i Władysława.

## Ordery i odznaczenia
- Srebrny Krzyż Zasługi (9 listopada 1932)[6]
- Srebrny Wawrzyn Akademicki (4 listopada 1937)[7]